# Trnavské mýto

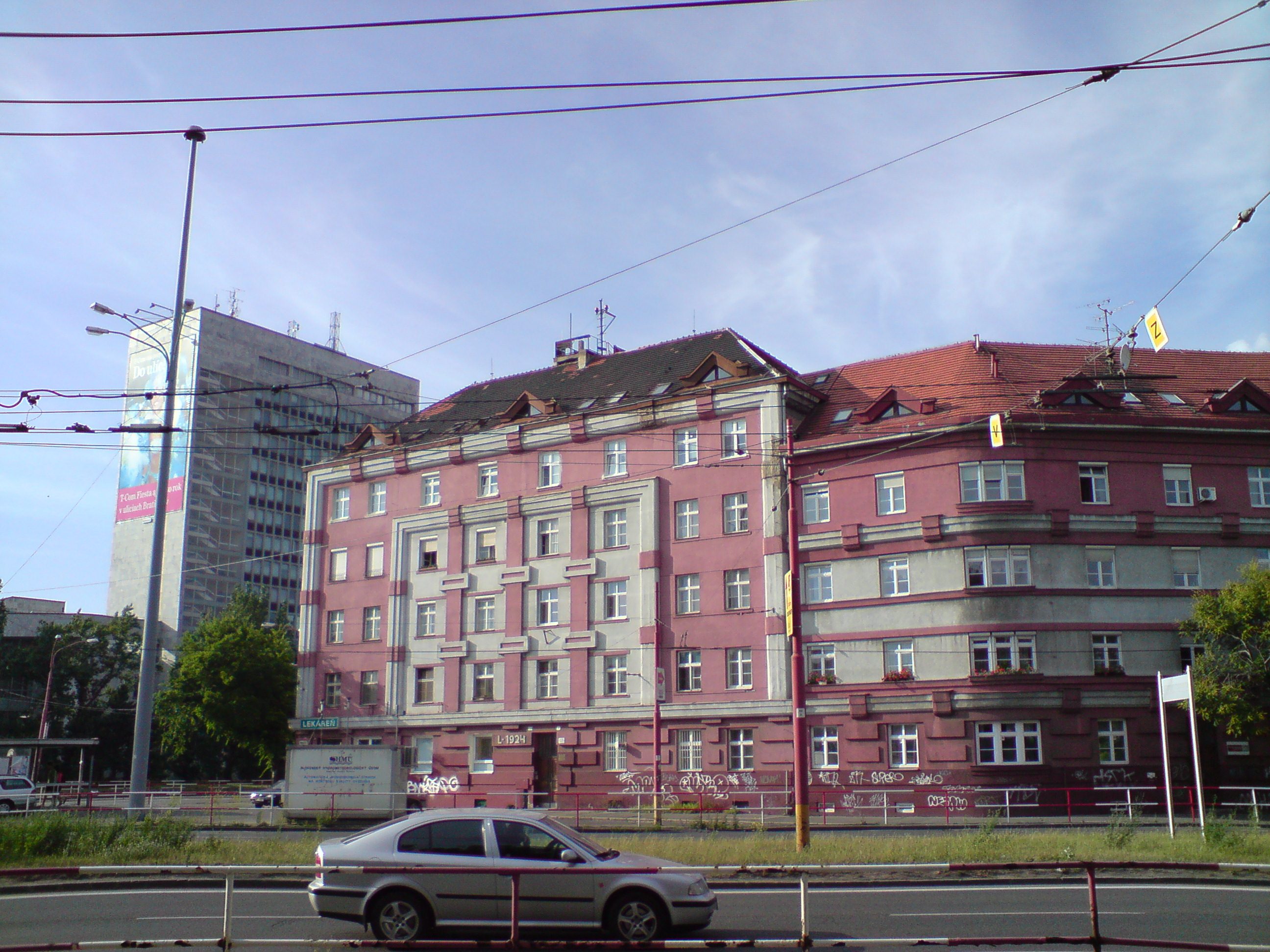
Trnavské mýto

Trnavské mýto, dawniej Námestie Františka Zupku, niem. Tyrnauer Maut – ważny węzeł komunikacyjny i skrzyżowanie w dzielnicy Bratysławy Nové Mesto. Jest to skrzyżowanie ulic Šancovej, Vajnorskiej, Trnavskiej cesty i Krížnej.
Nazywane skansenem socjalizmu.
Dawniej znajdowało się tu centralne targowisko, który w latach 60. XX wieku z powodu planowanej budowy przeniósł się na ulicę Miletičovą. Dziś w na jego miejscu znajduje się dom Istropolis. Przez Trnavské mýto przechodzi linia tramwajowa na ulicę Vajnorską, Miletičovą i Krížną, a linia trolejbusowa prowadzi ulicami Miletičovą i Šancovą.